# Cyclophora hatertica
Cyclophora hatertica är en fjärilsart som beskrevs av V.G.Schultze. 1931. Cyclophora hatertica ingår i släktet Cyclophora och familjen mätare. Inga underarter finns listade i Catalogue of Life.